# Monteverdi Palm Beach

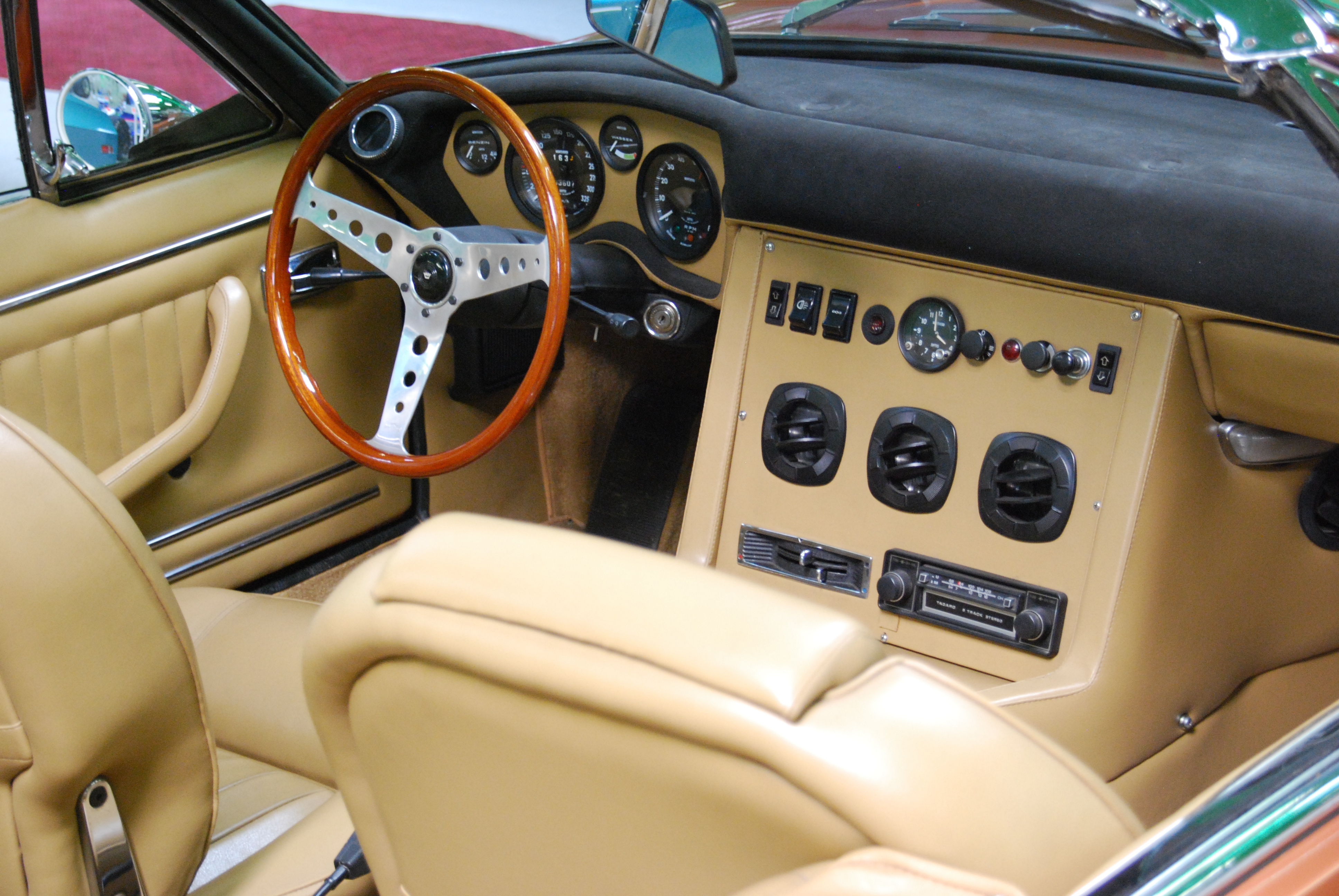
interieur van de Palm Beach

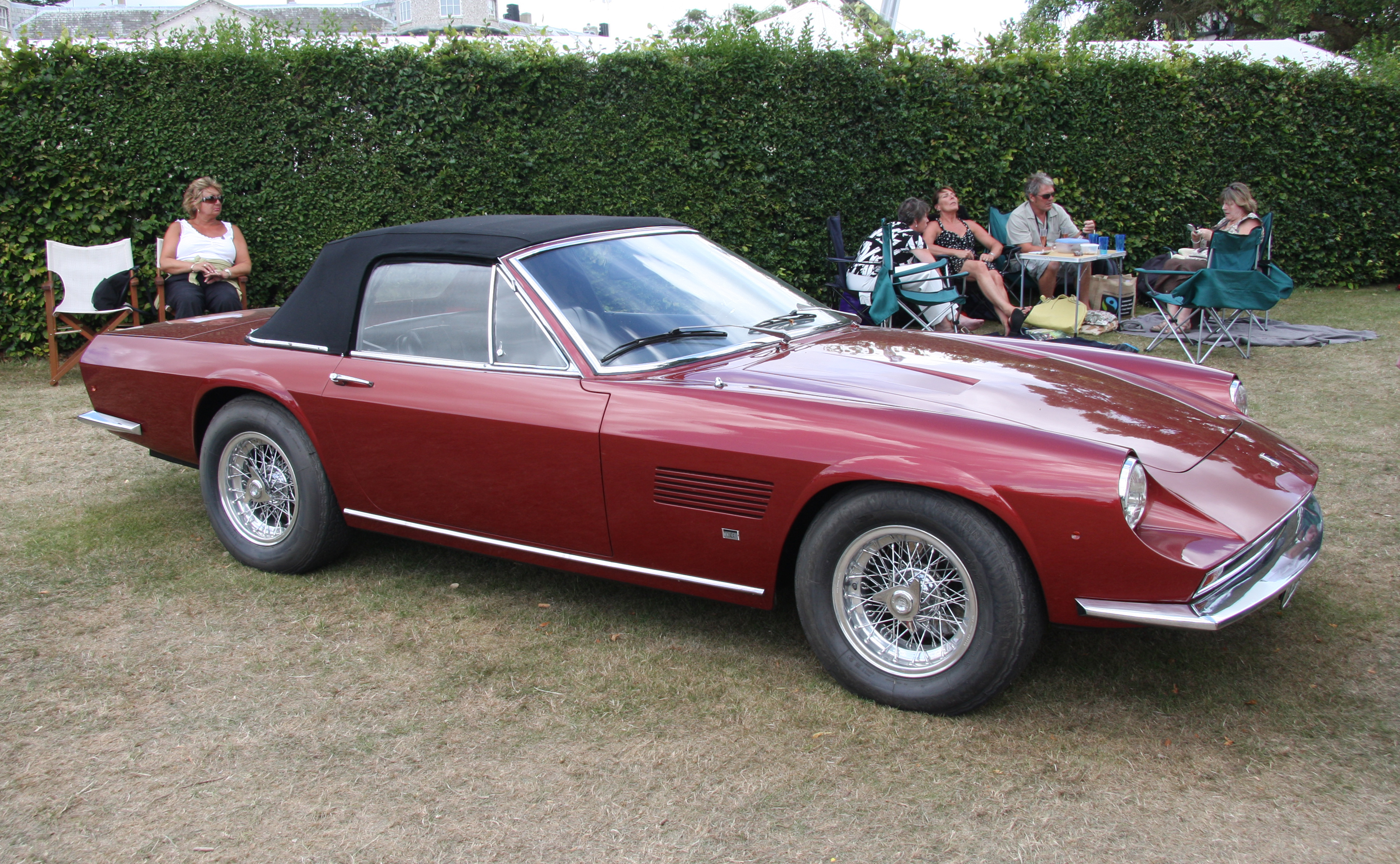
Een High Speed 375 C, waarop de Palm Beach gebaseerd is

De Monteverdi Palm Beach was een cabriolet van de Zwitserse autofabrikant Monteverdi. Dit was de laatste afgeleide van de High Speed-serie, die Monteverdi sinds 1967 in verschillende uitvoeringen op de markt bracht. De Palm Beach werd in 1975 op het Autosalon van Genève aan het publiek voorgesteld.

## Geschiedenis
De Palm Beach was gebaseerd op het verkorte chassis van de Monteverdi High Speed 375. Het was het tweede cabriomodel dat door Monteverdi op basis van dit chassis gebouwd werd.
In de literatuur wordt vaak aangenomen dat de Palm Beach de cabrioversie is van de Monteverdi Berlinetta. Dit is op zijn minst misleidend. In feite is de Palm Beach rechtstreeks gerelateerd aan de High Speed 375 C die vier jaar ouder is.
De High Speed 375 C werd in 1971 gepresenteerd. Het was de cabrioversie van de tweezitter High Speed 375 S en kwam, afgezien van de dakconstructie, stilistisch en technisch volledig overeen met de 375 S. Van de High Speed 375 C werden slechts twee exemplaren gebouwd. Een daarvan werd verkocht, het andere bleef in de fabriek als toonzaalmodel.
In 1972 verving Monteverdi de weinig succesvolle en stilistisch omstreden 375 S door de Berlinetta, die een volledig nieuwe voorkant had en enkele wijzigingen op het gebied van het chassis had ondergaan. Drie jaar later, nadat de Berlinetta slechts in zeer beperkte oplage verkocht was geraakt, introduceerde Monteverdi ook een cabrioletversie: de Palm Beach.
Het prototype van de Palm Beach dat op het Autosalon van Genève gepresenteerd werd was geen nieuw gebouwde auto, maar de tweede High Speed 375 C die voorzien was van carrosserieonderdelen van de Berlinetta. Het prototype had een koperkleurige carrosserie en een interieur in crèmekleurig leer. De aankoopprijs zou 124.000 CHF gaan bedragen, maar de wagen werd uiteindelijk nooit in serie geproduceerd. Het bleef bij een enkel prototype.

## Ontwerp
Uiterlijk nam de Palm Beach de carrosseriekermerken van de Berlinetta over, waaronder het lage voorgedeelte met het opvallend radiatorrooster en de vierkante dubbele koplampen en de achterkant met de achterlichten van de Triumph TR6.
Technisch kwam de Palm Beach echter volledig overeen met de 375 C, zowel qua chassis als qua aandrijflijn. In plaats van de 7,0L Hemi V8-motor die in de Berlinetta werd gebruikt, werd de Palm Beach aangedreven door een conventionele 7,2L V8-motor van Chrysler, die ook in de grotere High Speed 375 L gebruikt werd.

## Belang van de Palm Beach voor Monteverdi
De introductie van de Palm Beach kwam op een moment dat Monteverdi geconfronteerd werd met grote economische problemen. Als gevolg van de oliecrisis van 1973 was de belangstelling voor dure, benzineverslindende auto's sterk afgenomen. Dat merkte Monteverdi ook in de verkoopcijfers van zijn High Speed-reeks. Ondertussen werkte Monteverdi aan een plan om een nieuw gamma van luxe SUV's op de markt te brengen. Gedurende deze tijd had Monteverdi op korte termijn een blikvanger nodig om zijn bedrijf onder de aandacht te houden. Dat lukte met de Palm Beach, die als een van de mooiste cabrio's uit de jaren zeventig beschouwd wordt. Gezien de zeer hoge verkoopprijs en de beperkingen waaraan high-performance sportwagens werden onderworpen in tijden van de oliecrisis, is het weinig waarschijnlijk dat Peter Monteverdi een serieproductie van de Palm Beach overwoog kort voordat hij van start ging met de productie van de Safari-SUV.